# Gravité semi-classique
 (novembre 2023).
La mise en forme du texte ne suit pas les recommandations de Wikipédia : il faut le « wikifier ».
Les points d'amélioration suivants sont les cas les plus fréquents :
- Les titres sont pré-formatés par le logiciel. Ils ne sont ni en capitales, ni en gras.
- Le texte ne doit pas être écrit en capitales (les noms de famille non plus), ni en gras, ni en italique, ni en « petit »…
- Le gras n'est utilisé que pour surligner le titre de l'article dans l'introduction, une seule fois.
- L'italique est rarement utilisé : mots en langue étrangère, titres d'œuvres, noms de bateaux, etc.
- Les citations ne sont pas en italique mais en corps de texte normal. Elles sont entourées par des guillemets français : « et ».
- Les listes à puces sont à éviter, des paragraphes rédigés étant largement préférés. Les tableaux sont à réserver à la présentation de données structurées (résultats, etc.).
- Les appels de note de bas de page (petits chiffres en exposant, introduits par l'outil «  Source ») sont à placer entre la fin de phrase et le point final[comme ça].
- Les liens internes (vers d'autres articles de Wikipédia) sont à choisir avec parcimonie. Créez des liens vers des articles approfondissant le sujet. Les termes génériques sans rapport avec le sujet sont à éviter, ainsi que les répétitions de liens vers un même terme.
- Les liens externes sont à placer uniquement dans une section « Liens externes », à la fin de l'article. Ces liens sont à choisir avec parcimonie suivant les règles définies. Si un lien sert de source à l'article, son insertion dans le texte est à faire par les notes de bas de page.
- La présentation des références doit suivre les conventions bibliographiques. Il est recommandé d'utiliser les modèles {{Ouvrage}}, {{Chapitre}}, {{Article}}, {{Lien web}} et/ou {{Bibliographie}}. Le mode d'édition visuel peut mettre en forme automatiquement les références.
- Insérer une infobox (cadre d'informations à droite) n'est pas obligatoire pour parachever la mise en page.

Pour une aide détaillée, merci de consulter Aide:Wikification.
Si vous pensez que ces points ont été résolus, vous pouvez retirer ce bandeau et améliorer la mise en forme d'un autre article.
La gravité semi-classique (gravitation semi-classique) est une approximation de physique semi-classique qui décrit une théorie quantique des champs dans un fond gravitationnel courbe classique.
Dans la gravité semi-classique, la matière est représentée par des champs quantiques de matière qui se propage selon la théorie quantique des champs dans un espace-temps courbe Théorie quantique des champs en espace courbe (en). L'espace-temps dans lequel les champs se propagent est classique mais dynamique. La courbure de l'espace-temps est donnée par les équations semi-classiques d'Einstein, qui relient la courbure de l'espace-temps donnée par le tenseur d'Einstein {\displaystyle G_{\mu \nu }} avec la valeur d'espérance de l'opérateur tenseur énergie-impulsion {\displaystyle T_{\mu \nu }}, des champs de matière :
{\displaystyle G_{\mu \nu }={\frac {8\pi G}{c^{4}}}\left\langle {\hat {T}}_{\mu \nu }\right\rangle _{\psi }}
Où {\displaystyle G} est la constante gravitationnelle et {\displaystyle \psi } indique l’état quantique des champs de matière.

## Tenseur énergie-impulsion
Il existe une certaine ambiguïté dans la régulation du tenseur de stress-énergie, dépendant de la courbure. Cette ambiguïté peut être absorbée par la constante cosmologique, la constante gravitationnelle et les couplages quadratiques.
{\displaystyle \int d^{d}x\,{\sqrt {-g}}R^{2}} et {\displaystyle \int d^{d}x\,{\sqrt {-g}}R^{\mu \nu }R_{\mu \nu }} ou l’autre terme quadratique : :{\displaystyle \int d^{d}x\,{\sqrt {-g}}R^{\mu \nu \rho \sigma }R_{\mu \nu \rho \sigma }}
Mais en 4 dimensions, ce terme est une combinaison linéaire des deux autres termes et d'un terme de surface.
Pour plus de détails, voir la gravité de Gauss–Bonnet (en).
Étant donné que la théorie de la gravité quantique n’est pas encore connue, il est difficile de dire quelle est la portée de validité de la gravité semi-classique. Cependant, on peut montrer formellement que la gravité semi-classique pourrait être déduite de la gravité quantique en considérant N copies des champs de matière quantique, et en prenant la limite de N tendant vers l'infini tout en maintenant le produit GN constant. Au niveau diagrammatique, la gravité semi-classique correspond à la somme de tous les diagrammes de Feynman qui n’ont pas de boucles de gravitons (mais qui ont un nombre arbitraire de boucles de matière). La gravité semi-classique peut également être déduite d’une approche axiomatique.

## Applications
Les applications les plus importantes de la gravité semiclassique résident dans la compréhension de la radiation de Hawking émise par les trous noirs et la génération de perturbations aléatoires distribuées selon une loi gaussienne dans la théorie de l'inflation cosmique, censée se produire au tout début du Big Bang.